# Спортивний клуб «Гафаня»
«Гафаня» (порт. Grupo Desportivo da Gafanha) — португальський спортивний клуб, який базується в місті Гафаня-да-Назаре. Заснований 1 серпня 1957 року. Клуб в основному відомий своєю футбольною командою, яка з сезону 2014–15 змагалась в третьому рівні португальського футболу. У сезоні 2023-2024 братиме участь у 1-му окружному дивізіоні Авейру, і проводить свої домашні ігри на стадіоні «Complexo Desportivo da Gafanha».